# Jaume Matas
Pour les articles homonymes, voir Matas (homonymie) et Palou.
Jaume Matas i Palou, né le 5 octobre 1956 à Palma, est un homme politique espagnol, membre du Parti populaire (PP). Après avoir été conseiller à l'Économie et aux Finances du gouvernement des Îles Baléares entre 1993 et 1996, il en devient président, mais perd les régionales de 1999. Nommé l'année suivante ministre espagnol de l'Environnement, il retrouve le pouvoir régional à la suite des régionales de 2003, avant de le perdre à nouveau en 2007. Peu après, il est mis en cause dans des affaires de corruption, et condamné.

## Biographie

### Formation et début de parcours
En 1978, il obtient sa licence de sciences économiques et commerciales à l'université de Valence, puis passe avec succès les concours de la fonction publique des Îles Baléares. Il devient, par la suite, chef du service de financement régional, avant d'être promu, en 1989, directeur général du Budget du département de l'Économie et des Finances du gouvernement régional.

### Ascension fulgurante dans les Baléares
Il adhère à l'Alliance populaire (AP) en 1989, et entre quatre ans plus tard au gouvernement des Îles Baléares, alors dirigé par Gabriel Cañellas, comme conseiller à l'Économie et aux Finances. Élu député au Parlement des Îles Baléares lors des élections régionales du 28 mai 1995, il est ensuite reconduit dans ses fonctions. Le 1er juillet, Cañellas est contraint à la démission et remplacé par le président du Parlement, Cristòfol Soler, qui le maintient à son poste.

### Premier mandat à la tête de la communauté autonome
Cependant, à peine dix mois plus tard, le 28 mai 1996, le groupe parlementaire du Parti populaire (PP, qui a succédé à l'AP), contrôlé par Cañellas, désavoue le président du gouvernement régional en refusant de valider son nouveau cabinet, et notamment la nouvelle conseillère au Tourisme,. Jaume Matas, proche de Cañellas, est choisi comme nouveau chef de l'exécutif régional, mais échoue, lors du vote d'investiture du 12 juin, à obtenir la majorité absolue exigée, et dont dispose pourtant le PP, avec seulement 29 voix sur 59, du fait de l'abstention d'élus critiques du renvoi de Soler. Lors du second tour, organisé deux jours plus tard, il remporte le vote avec 30 voix et devient alors président des Îles Baléares.
À la fin de son mandat, en 1999, il rompt avec Cañellas, très lié au domaine touristique, en approuvant un important plan d'aménagement du territoire, qui prévoyait notamment un moratoire sur la construction d'hôtels. Cette politique favorable à l'environnement ne lui permet cependant pas de conserver la majorité absolue aux élections régionales du 13 juin 1999, au cours desquelles, après une fin de campagne dure, il ne remporte que 44,8 % des voix et 28 députés sur 59. Il tente alors de rallier le parti régionaliste de centre droit de l'Union majorquine (UM), en proposant d'accroître les compétences de l'archipel, mais l'UM rejoint finalement la coalition de centre gauche entre socialistes et nationalistes,, ce qui permet l'élection de Francesc Antich à la présidence de la communauté autonome le 23 juillet, par 31 voix contre 28.

### Ministre de l'Environnement
Le 27 avril 2000, Jaume Matas est nommé ministre de l'Environnement d'Espagne dans le second gouvernement de José María Aznar. L'année suivante, il fait adopter le plan hydrologique national (PHN), qui prévoit notamment le transfert des eaux de l'Èbre vers le sud du pays et d'équilibrer les ressources en eau de l'Espagne en huit ans,. Critiqué par une partie de l'opposition, le PHN est même contesté par la communauté autonome d'Aragón devant le Tribunal constitutionnel juste après son adoption par les Cortes Generales. En juillet 2002, il est confirmé comme chef de file du Parti populaire aux élections régionales du 25 mai 2003 dans les Îles Baléares, ce qui le conduit à se rendre de nombreuses fois dans l'archipel au cours des mois suivants, y compris pendant la crise née du naufrage, au large des côtes de la Galice, du pétrolier Prestige, au mois de novembre,. Il annonce alors un plan de nettoyage des plages galiciennes, en partenariat avec la Junte de Galice, sans aucun délai et financement, tout en affirmant que son ministère n'est pas exclusivement compétent pour gérer ce dossier.

### Retour aux Baléares, et retrait de la politique
Remplacé le 28 février 2003 par la secrétaire d'État au Budget, Elvira Rodríguez, il remporte, aux élections du 25 mai, 45,4 % des voix et 30 sièges sur 59, mettant fin à quatre années de pouvoir du centre gauche et des nationalistes. Le 26 juin, Jaume Matas est réinvesti président des Îles Baléares avec 33 votes favorables, l'UM ayant voté en sa faveur, après avoir annoncé la suppression de l'éco-taxe sur le tourisme, créée en 2002, et sa volonté de concilier le développement touristique et la protection de l'environnement.
Aux élections régionales du 27 mai 2007, il perd de nouveau sa majorité absolue, avec seulement 29 députés. À la suite d'un accord entre le PSOE et les formations nationalistes, il annonce son retrait de la vie politique le 22 juin, et renonce à son mandat de député régional,. Il est de nouveau remplacé par Francesc Antich le 5 juillet. Il devient alors représentant commercial international du groupe Barceló, dont il démissionne en 2009 pour un poste de consultant dans l'hôtellerie.

### Mise en cause judiciaire
Alors que le parquet anti-corruption met au jour des réseaux de corruption, et ouvre une enquête préliminaire pour malversation, corruption et prévarication contre d'anciens hauts fonctionnaires de son gouvernement, il est appelé à témoigner devant le comité d'éthique régional du PP. Il est finalement mis en examen pour l'affaire du Palma Arena, un réseau de corruption en lien avec la construction d'un vélodrome à Palma, le 14 octobre 2009,,. L'année suivante, le juge d'instruction lui inflige une caution de trois millions d'euros et une interdiction de quitter le territoire.
Matas fait alors face à une accusation de douze délits liés à la corruption (sept chefs d'accusation de détournement de fonds publics, une falsification de document officiel, d'autres malversations administratives, une fraudes à la gestion, une de blanchiment d'argent et une criminalité d'élection) comme un résultat de leur gestion au cours de la dernière législature, en particulier en ce qui concerne le détournement présumé de fonds dans la construction de la Palma Arena vélodrome, qui a coûté plus du double du budget, et l'augmentation de sa richesse qui a eu lieu durant cette période. Le 20 mars 2012, le tribunal régional de Palma le condamne à six ans et deux mois de prison.